# Przełączka pod Kopą Popradzką
Przełączka pod Kopą Popradzką (słow. Štrbina pod Kôpkami, Štrbina za Kôpkami, niem. Kopkischarte, węg. Kopki-csorba, 2246 m n.p.m.) – przełączka w południowo-zachodniej grani Ciężkiego Szczytu, stanowiąca najniższy punkt pomiędzy Smoczą Granią a wierzchołkiem Wielkiej Kopy Popradzkiej w masywie Kopy Popradzkiej. Mimo że to Przełączka pod Kopą Popradzką jest najniżej położona i najszersza w tym fragmencie grani, najdogodniejszym połączeniem Kotlinki pod Wagą z Dolinką Smoczą jest Smocza Przełączka po drugiej stronie Smoczej Grani.
Na przełęcz nie prowadzi żaden szlak turystyczny. Najdogodniejsza droga dla taterników prowadzi od schroniska pod Rysami. Dawne pomiary określały wysokość przełęczy na 2276 m.
Pierwsze wejścia:
- latem – Janusz Żuławski i Jerzy Żuławski, 28 sierpnia 1909 r., przy przejściu granią,
- zimą – A. Czernotzky i R. Wollak, 4 kwietnia 1931 r., z Kotlinki pod Wagą[2].